# Teofil Codreanu
Teofil Codreanu (Bukarest, 1941. február 1. – Bukarest, 2016. január 10.) válogatott román labdarúgó, középpályás.

## Pályafutása
1961 és 1973 között a Rapid București labdarúgója volt. 258 élvonalbeli mérkőzésen 39 gólt szerzett. Egy bajnoki címet és egy román kupa-győzelmet ért el a csapattal. 1964 és 1971 között három alkalommal szerepelt a román válogatottban.

## Sikerei, díjai
Rapid București
- Román bajnokság
  - bajnok: 1966–67
- Román kupa
  - győztes: 1972